# Revolver m/1887

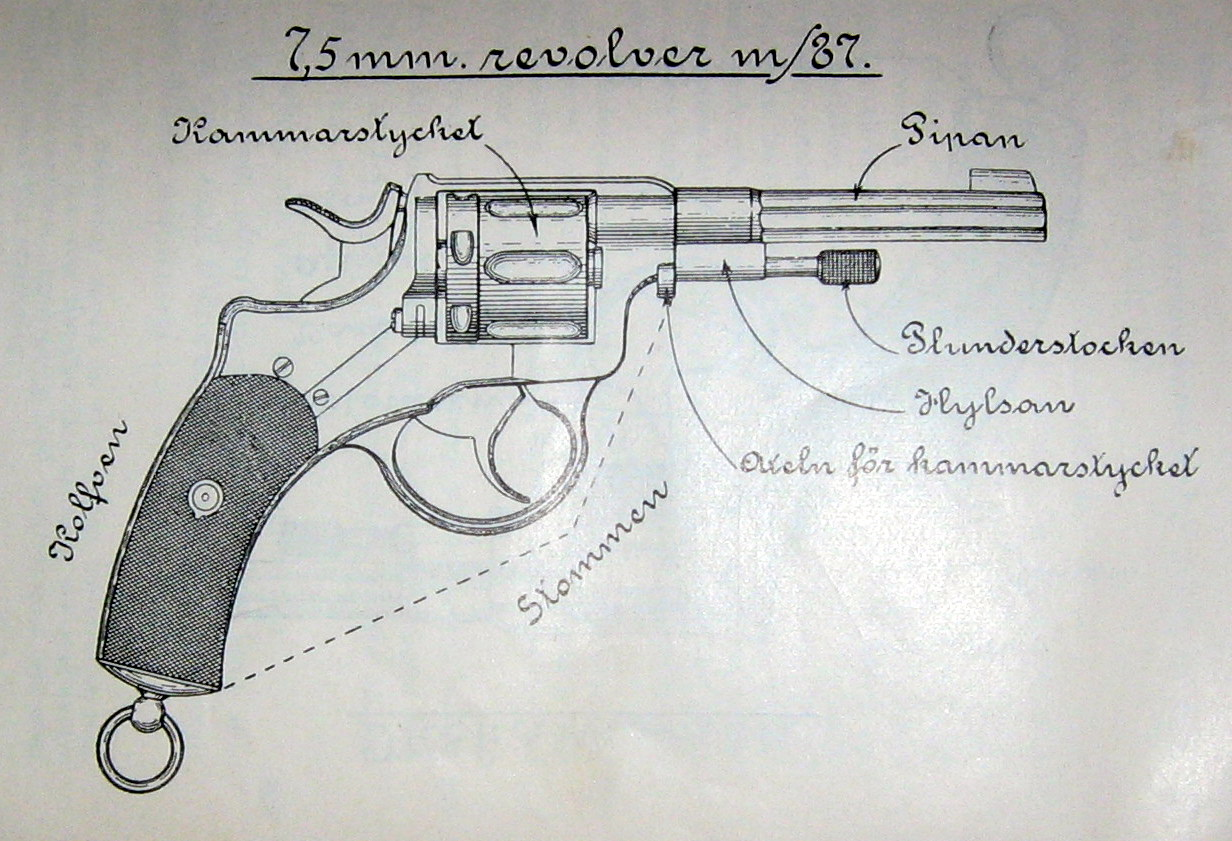

Revolver m/1887, ursprungligen revolver m/87, är en revolver med modellår 1887 och kaliber 7,5 mm som använts i Sveriges försvar. Revolvern tillverkades dels av Nagant i Liège och dels av Husqvarna. Den utnyttjades till 1945 av Hemvärnet. Den har senare använts vid skjututbildning och för att skjuta lös ammunition vid hundträning, det sistnämnda så sent som 1989. Exemplar som renoverades på 1950-talet har utnyttjats av Verksskyddet tills de såldes på 1980-talet.

## Ammunition
- 7,5 mm m/87, svartkrutsammunition med papperslindad blykula
- 7,5 mm m/98, ammunition med röksvagt krut och kula av kopparnickel.